# لو شیائوجوان
لو شیائوجوان (چینی: 骆晓娟؛ زادهٔ ۱۲ ژوئن ۱۹۸۴) شمشیرباز اهل چین است.
وی در مسابقات کشوری و بین‌المللی در مجموع برندهٔ ۲ مدال طلا، ۲ مدال نقره شده‌است.